# Wenzel – Glaubt nie, was ich singe
Wenzel – Glaubt nie, was ich singe ist ein Dokumentarfilm von Lew Hohmann aus dem Jahr 2022/23 über den Liedermacher Hans-Eckardt Wenzel. Der Film wurde von der MV Filmförderung, der Mitteldeutschen Medienförderung und der Kunststiftung Sachsen-Anhalt und Kloster Bergeschen Förderung gefördert.

## Inhalt

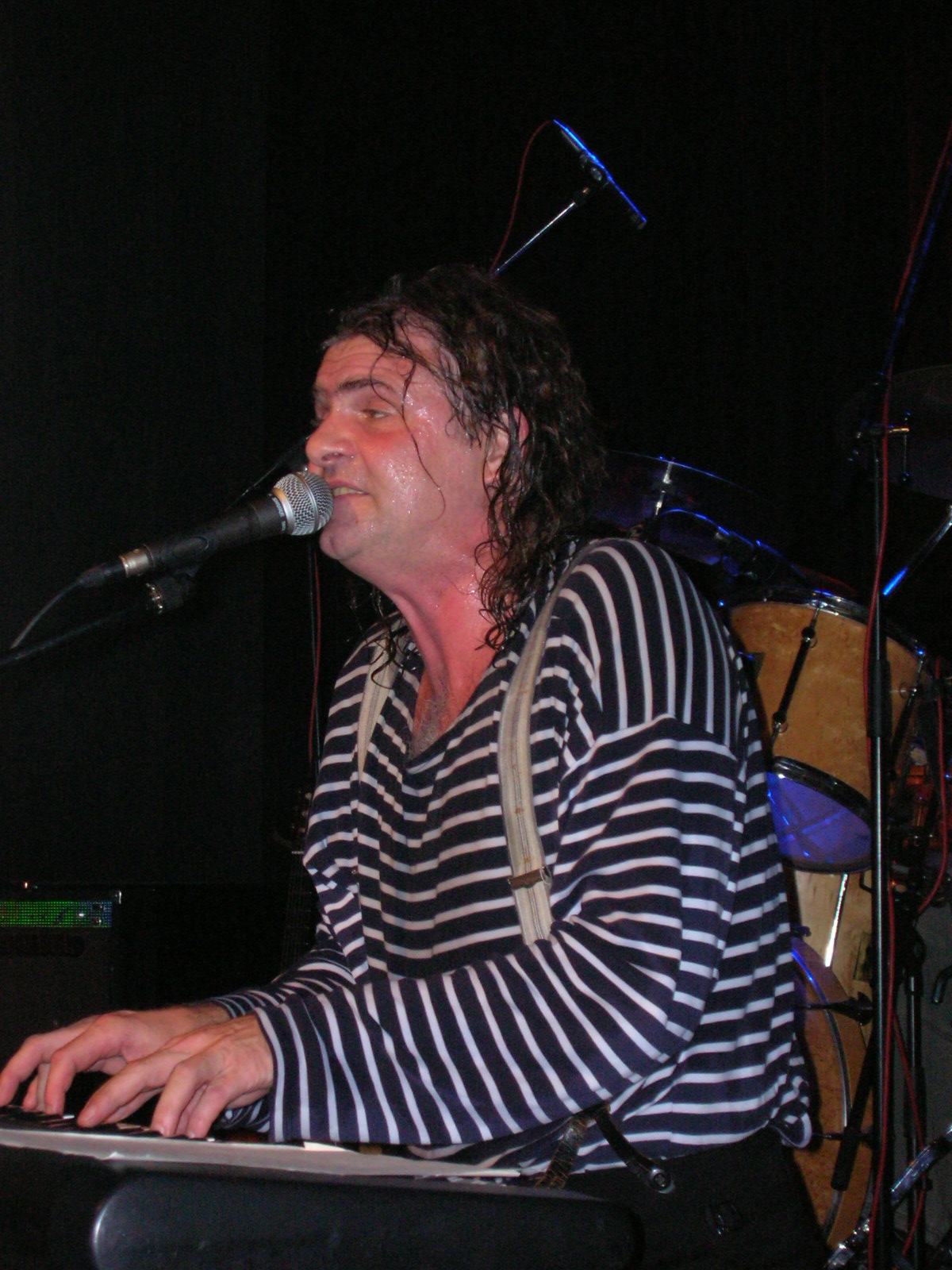
Wenzel (2005)

Der Dokumentarfilm Wenzel – Glaubt nie, was ich singe widmet sich der Biografie und der Karriere des Liedermachers Wenzel, der seine Laufbahn in der DDR begann und seit den 1990er Jahren auch in der gesamten Bundesrepublik und darüber hinaus erfolgreich ist. Der Filmemacher Lew Hohmann hat zuvor schon mehr als 50 Filme produziert. Er kannte Hans-Eckard Wenzel bereits durch die Auftritte des Duos Wenzel & Mensching. Die Idee zum Dokumentarfilm ist entstanden, als er einen ebenfalls von der Kunststiftung Sachsen-Anhalt geförderten Film über Christoph Hein drehte. Bei den Gesprächen im Umfeld der Dreharbeiten entdeckte er, dass der Schriftsteller Hein und der Liedermacher Wenzel befreundet sind.
Im Film erlebt man Wenzel wie ihn sein Publikum liebt und schätzt, als einen Musiker, Sänger, Autor, Komponisten und Narren, der sich nicht um Schubladen schert. Der Dokumentarfilm zeigt Hans-Eckardt Wenzel als Poeten, der wie kaum ein anderer mit Sprache und Musik zu jonglieren versteht, der durch Sprachwitz und Energie besticht und der in besonderer Weise Melancholie und Lebenslust verbindet. Der Film begleitet Wenzel bei vielen Konzertauftritten und lässt Weggefährten zu Wort kommen. Andreas Dresen sagt über Wenzel: „Es macht Spaß ihm zuzugucken, ich seh den gerne …mit seiner kräftigen Stimme und dem wilden Haar“. Auch Konstantin Wecker kommt zu Wort: „Er ist poetisch. Er gefällt mir wegen seiner grundanarchischen Einstellung. Da sind wir zwei uns sehr ähnlich“.
Nora Guthrie, die Tochter von Woody Guthrie, beschreibt, wie sie Wenzel kennengelernt hat. Sie erlebte ihn mit seiner Band bei einem Konzert in Berlin und lud ihn danach zu einem Projekt nach New York ein. Es war ihr Wunsch, dass erstmals ein deutscher Poet und Sänger den Schatz der ca. 3000 unveröffentlichten Texte Woody Guthries sichtet und bearbeitet. Der Film zeigt Wenzel dann auch bei einem Konzert in der Grand Ole Opry in Nashville im Februar 2003. Im gleichen Jahr erschien auch die CD Ticky Tock – Wenzel singt Woody Guthrie.

## Hintergrund
Der Filmtitel ist nach dem im Oktober 2007 erschienenen Studioalbum Glaubt nie, was ich singe und dem gleichnamigen Titel auf dem Album benannt. Der Film wurde am 26. Oktober 2022 bei den Internationalen Hofer Filmtagen uraufgeführt. Offizieller Kinostart war am 11. Mai 2023.